# Brzi i mrtvi
Brzi i mrtvi (eng. The Quick and Dead) američki je vestern iz 1995. redatelja Sama Raimia. Film je rijetka posveta klasičnim špageti-vesternima kakve je snimao Sergio Leone i dobio je pohvale kritičara. 

## Radnja
1878. u gradić Redemption dolazi tajanstvena revolverašica Ellen (Sharon Stone), koja je ovdje prije živjela, a njezin je otac bio gradonačelnik. Ona traži čovjeka po imenu Herod (Gene Hackman), koji je ubio njezinog oca i postao novi gradonačelnik, radi osvete. U salunu se održavaju pripreme i prijave za natjecanje u gađanju gdje Ellen upozna mnoge revolveraše: Kida (Leonardo DiCaprio) (za kojeg se ne zna da je Herodov sin, Asa (Lance Henriksen))... 
Odjedanput u salun ulazi Herod i njegov zarobljenik propovjednik Cort (Russell Crow), koji je prije radio za Herodovu bandu pa se preobratio i postao svećenik te je obećao sam sebi da neće više nikoga ubijati. Herod ga je doveo kako bi ga prisilio da se ponovno natječe. Kako Cort nije htio, Herod ga je počeo vješati sve dok Ellen nije pogodila uže i spasila Cortu život. Na kraju Herod prijavi Ellen, Corta i sebe na natjecanje.
Pravila natjecanja su jasna: kada otkuca puni sat na gradskom zvoniku, revolveraši pucaju u protivnika i onaj tko ostane na nogama pobjeđuje. Međutim, Herod mijenja pravila koja kažu da je pobjednik onaj tko preživi.
U zadnjem krugu ostaju Ellen, Kid, Cort i Herod. Kid izazove Heroda na dvoboj u kojem oba bivaju ranjena, nažalost u toj bitci Kid izgubi i umre. U sljedećem dvoboju Cort rani Ellen te Herod i Cort ostaju u finalu.
Međutim, noć prije dvoboja Ellen dinamitom uništi Herodovu kuću, a Corta sljedećeg dana građani imenuju novim gradonačelnikom. 

## Uloge
- Sharon Stone-Ellen
- Gene Hackman-Herod
- Russell Crowe-Cort
- Leonardo DiCaprio-Kid
- Keith David- zapovjednik Cantrel
- Lence Henriksen- As Hanlon
- Pat Hingle- Horace
- Kevin Conway- Eugene Dred

## Nagrade
- Sharon Stone je bila nominirana za Nagradu Saturn u kategoriji za najbolju glumicu[2]